# 出埃及国际
出埃及国际（英語：Exodus International）或稱出埃及國際組織、走出埃及國際組織，一個美國非营利、跨宗派的反同性戀基督教组织。創立于1976年，總部位於美國佛羅里達州奧蘭多，该组织原目标为帮助的人们抑制同性恋的欲望。
其主席艾倫·錢伯斯在2013年6月停止活动並於同月20日发表声明，对LGBT人群造成的伤害道歉，并公开承认该组织原目标和追求是错误的。。

## 引用
1. 1 2  . 世界新聞網. 2013-06-21  [2013-07-07]. （原始内容存档于2013-07-02）.
2. ↑  張勇傑. . 明光社. 2011-05-15  [2013-07-07]. （原始内容存档于2011-09-17）.
3. ↑  .   [2013-06-20]. （原始内容存档于2013-06-23）.
4. ↑  .   [2013-06-20]. （原始内容存档于2013-06-20）.
5. ↑  . 台北時報. 2013-07-02  [2013-07-07]. （原始内容存档于2016-03-04）.
6. ↑  . 東方日報即時新聞. 2013-06-21  [2013-07-07].[永久]

## 外部連結
- 官方网站
- Exodus Global Alliance（页面存档备份，存于）
- American Psychological Association on Sexual Orientation（页面存档备份，存于）